# HD 30422
HD 30422，又名CD-28 1735，SAO 169752、HR 1525，是一颗恒星，视星等为6.19，位于銀經228.51，銀緯-38.47，其B1900.0坐标为赤經4h 42m 26.1s，赤緯-28° -38.47′ 6″。